# Kana ordinata
Kana ordinata är en insektsart som beskrevs av William Lucas Distant 1908. Kana ordinata ingår i släktet Kana och familjen dvärgstritar. Inga underarter finns listade i Catalogue of Life.